# Xerta
Xerta – gmina w Hiszpanii, w prowincji Tarragona, w Katalonii, o powierzchni 32,48 km². W 2011 roku gmina liczyła 1277 mieszkańców.